# Lubishi
La Lubishi est une rivière du bassin du fleuve Congo, dans le Katanga en République démocratique du Congo, et un affluent de la Lubilanji (Sankuru). 